# 펑샤오란
펑샤오란(중국어: 彭小苒, 병음: Péng Xiǎorǎn, 한자음: 팽소염, 1990년 12월 3일 ~ )은 중국의 배우이다.

## 출연작

### 드라마
- 2016년 동방 위성 텔레비전 동방극장 《노구문》 - 쉬화이찬 역
- 2019년 유쿠 웹드라마 《동궁》 - 곡소풍 역
- 2021년 후난위성텔레비전 금응독파극장 《이상조요중국》 - 기목격 역
- 2021년 후난위성텔레비전 금응독파극장 《백련성강》 - 전우 역
- 2021년 유쿠 웹드라마 《군구령》 - 군진진 역
- 2022년 유쿠 웹드라마 《성하장명》 - 엽릉상 역
- 2023년 텐센트 웹드라마 《춘규몽리인》 - 계만 역